# ماینکرفت
ماینکرفت یا ماینکرافت (به انگلیسی: Minecraft) یک بازی ویدیویی سندباکس و جهان باز است که توسط موجانگ استودیوز ساخته و برای رایانه، موبایل و کنسول منتشر شده است. این بازی توسط مارکوس پرسون(ناچ) خلق و با زبان برنامه‌نویسی جاوا نوشته شده است. پس از چندین نسخهٔ آزمایشی خصوصی اولیه، ماینکرفت اولین بار در ماه مه سال ۲۰۰۹ منتشر شد و قبل از انتشار کامل آن در نوامبر ۲۰۱۱، ینس برگنستن توسعه را به دست گرفت. ماینکرفت از آن زمان به چندین سیستم عامل دیگر نیز منتقل شده است و با فروش بیش از ۲۳۸ میلیون نسخه و با داشتن بیش از ۱۴۸ میلیون کاربر فعال ماهانه، از سال ۲۰۲۰ پرفروش‌ترین بازی ویدئویی است. در سال ۲۰۱۴ با خرید شرکت موجانگ توسط مایکروسافت، مالکیت فکری این بازی در اختیار مایکروسافت قرار گرفت.
در ماینکرفت، بازیکنان در دنیای سه بعدی تولید شده از نظر رویه و زمینی تقریباً بی‌نهایت را کاوش می‌کنند و ممکن است مواد اولیه، ابزارها و وسایل را کشف یا استخراج کنند که با استفاده از آنها سازه‌های مختلف و متفاوتی بسازند. بسته به حالت بازی، بازیکنان می‌توانند حال بقا که بازیکنان باید منابعی را برای ساختن جهان و حفظ سلامتی خود به‌دست آورند و یک حالت خلاقانه که بازیکنان منابع و جان نامحدود دارند و می‌توانند پرواز کنند. بازیکنان می‌توانند برای ایجاد مکانیک، آیتم‌ها و دارایی‌ها و گیم پلی بازی را با افزونه‌ها (ماد و ادآن) و برای شکل بلاک و آیتم‌ها و بلاک‌ها از تکسچر پک استفاده کنند.
ماینکرفت تاکنون بسیار مورد تحسین منتقدان قرار گرفته است، تا جایی که چندین جایزه را از آن خود کرده و به عنوان یکی از برترین بازی‌های ویدئویی در تمام دوران‌ها معرفی شده است. شبکه‌های اجتماعی، هجوها، اقتباس‌ها، کالاها و کنوانسیون‌های سالانهٔ ماین‌کان (به انگلیسی: MineCon) نقش زیادی در محبوبیت بازی داشتند. همچنین در محیط‌های آموزشی، به ویژه در حوزهٔ سیستم‌های محاسباتی، مورد استفاده قرار گرفته است. در سال ۲۰۱۴، موجنگ و مالکیت معنوی ماینکرفت توسط مایکروسافت به مبلغ ۲٫۵ میلیارد دلار خریداری شد. همچنین تعدادی بازی اسپین‌آف مانند ماینکرفت: حالت داستانی، ماینکرفت دانجنز، ماینکرفت ارث، ماینکرفت لجندز و همچنین یک مستند با نام ماینکرفت: داستان موجنگ تولید شده است.

## کریپی‌پاستا و شایعات
چند سال پس از انتشار بازی، شایعاتی منتشر شد مبنی بر این که بازیکنان شخصیت‌هایی عجیب و غریب در دنیای خود می‌دیدند و اتفاقات عجیبی در حین بازی برای آنها رخ می‌داد. از سه شخصیت معروف این شایعات می‌توان به هیروبراین (به انگلیسی: Herobrine)، نال (به انگلیسی: Null) و اِنتیتی ۳۰۳ (به انگلیسی: Entity 303) اشاره کرد. پس از گسترده شدن این شایعات، مادسازها و برنامه‌نویسان کنجکاو شدند بدانند آیا این شایعات واقعیت دارد یا خیر اما پس از استخراج و بازکردن فایل‌های بازی و خط به خط بازبینی کردن آنها هیچ فایل یا نشانه‌ای از این شخصیت‌ها پیدا نکردند. در آخر معلوم شد که تمامی این شخصیت‌ها خیالی بوده و برای محبوبیت و تولید محتوا ساخته شده‌اند. هیروبراین کاراکتری مانند استیو (کاراکتر اصلی بازی) با چشم‌های سفید بوده که توانایی ناپدید شدن دارد. در بسیاری از انیمیشن‌های ماینکرافتی از این شخصیت‌ها استفاده‌های فراوانی شده است.

اولین تصویر منتشر شده از هیروبراین. در این تصویر ابتدا همه چیز عادی به نظر می‌رسد اما پس از کمی دقت، در مِه چیزی مانند شخصیت اصلی بازی (استیو) اما با چشمانی سفید نمایان است.

به عنوان مثال در سال ۲۰۱۳ یوتیوبری با نام اِلانگ‌کِیم‌جاش (به انگلیسی: AlongCameJosh) شخصیت نال را خلق کرد. در ویدئوهای قدیمی اِلانگ، او همیشه با دوستان خود درحال بازی کردن ماینکرفت بود، اما ناگهان با نال مواجه می‌شد یا توسط او کشته می‌شد یا به مکان‌های مختلفی توسط نال انتقال داده می‌شد. او از هیروبراین و نال در ویدئوهای خود به شدت استفاده می‌کرد اما زمانی که متوجه شد این موضوع درحال گسترش است و ممکن است برای او دردسرساز شود، در بخش توضیحات یکی از ویدئوهایش کامل توضیح داد که تمامی اتفاقات ویدئوهای او ساختگی است و هیچ‌کدام واقعیت ندارند. او حتی در یک از ویدئوهای یوتیوب خود با عنوان "ARE AlongCameJosh Herobrine VIDS FAKE?" از هیروبراین پرسید: «آیا تو واقعی هستی؟» و هیروبراین با گذاشتن یک تابلو برروی زمین روی آن نوشت «خیر، من واقعی نیستم». همچنین یوتیوبری که اولین بار اِنتیتی ۳۰۳ را خلق کرد و به او این نام را داد، د اِسپید ۱۷۹ (به انگلیسی: TheSpeed179) نام داشت. در حقیقت این سه شخصیت را هیچ بازیکنی ندیده و تمام شایعات مربوط به چند محتوای ساختگی از سمت خود بازیکنان بوده است.

## افتخارات
ماینکرفت موفق به دریافت ۵ جایزه از کنفرانس توسعه دهندگان بازی در سال ۲۰۱۱ شد:
جایزه نوآوری، بهترین بازی قابل دانلود، و همچنین برنده بهترین بازی جدید از بخش انتخاباتی توسعه دهندگان بازی و جایزه انتخابی حضار شد.
این بازی برنده جایزه بزرگ (Seumas McNally) از فستیوال بازی‌های مستقل در ۲۰۱۱ نیز شد.
ماینکرفت همچنین برنده جایزه گلدن جوی‌استیک در بخش بهترین بازی قابل دانلود در سال ۲۰۱۲ شد.
در تاریخ ۸ آوریل ۲۰۱۳ حدود ۱۰ میلیون نسخه رایانه شخصی بازی به فروش رفت و در ۲۲ ژانویه ۲۰۱۳ بیش از ۲۰ میلیون نسخه از بازی در تمامی پلتفرم‌ها به فروش رسید. البته در حال حاضر این بازی با بیش از ۲۰۰ میلیون فروش، به عنوان پرفروش‌ترین بازی جهان شناخته می‌شود.

## تغییر مالکیت فکری
در سال ۲۰۱۴ میلادی شرکت مایکروسافت با خریداری شرکت موجنگ از مارکوس پرسون، ملقب به ناچ (صاحب شرکت موجنگ)، با قیمت ۲٫۵ میلیارد دلار مالکیت فکری این بازی را از آن خود کرد.

## گیم پلی

### شخصیت‌های اصلی
بازی دوشخصیت اصلی به نام استیو (مذکر) و الکس (مؤنث) دارد که البته بازیکنان می‌توانند پوسته (اسکین) خود را تغییر دهند و پوسته مورد علاقه را طراحی یا دانلود کنند و قرار دهند. البته موجودات دیگری هم وجود دارند که گاهی به‌صورت دشمن، دوست و متعادل ظاهر می‌شوند.

### حالت‌های بازی

#### تک نفره
بازی تک نفره در ماینکرفت حالت‌های متفاوتی دارد که در هر کدام هدف‌های متفاوتی وجود دارند.
حالت بقا(Survival mode): در این حالت شما باید منابع را خودتان جمع آوردی کنید و ساخت و ساز کنید و به دنبال کشتن اندر دراگون (باس آخر بازی) بروید. شما در صورت مرگ می‌توانید زنده شوید و در آن صورت باید دنبال وسایلتان بگردید.
حالت هاردکور(Hardcore mode): این حالت همانند بقا می‌باشد با این تفاوت که همه قوانین بازی بر روی سخت‌ترین حالت تنظیم شده‌اند و شما اگر یک بار بمیرید دیگر نمی‌توانید دوباره زنده شوید. ویژگی این حالت این است که فعلاً فقط برای نسخه جاوا (به انگلیسی: Java Edition) وجود دارد و در نسخه‌های دیگر مانند نسخه بدراک (به انگلیسی: Bedrock Edition) وجود ندارد.
حالت خلاق(Creative mode): در این حالت شما کشته یا گرسنه نمی‌شوید و به منابع نامحدودی از همه وسایل (به جز وسایل خاص مانند کامند بلاک، بریر و … که با کد نویسی در همین حالت می‌توان به دست آورد) دسترسی دارید. هدف این حالت ساخت و ساز و خلاقیت است.
حالت ماجراجویی(Adventure mode): این حالت توسط کسانی تنظیم می‌شود که در حالت خلاق چیزهایی می‌سازند و با دیگران به اشتراک می‌گذارند. در این حالت شما نمی‌توانید ساخت و ساز کنید. همچنین شما نمی‌توانید دنیایتان را در حالت ماجراجویی (به انگلیسی: adventure) ایجاد کنید (باید از کد نویسی استفاده کنید). اما در نسخه بدراک شما می‌توانید دنیایتان را در این حالت ایجاد کنید.
بازی به صورت پیش فرض اول شخص است اما بازیکن می‌تواند از دید سوم شخص با استفاده از دکمه f5 یا fn + f5 یا c یا دکمه دلخواه تنظیم شده در قسمت کنرتل‌ها (به انگلیسی: Controls) بر روی هر دو نسخه بر روی کامپیوتر انجام می‌شود و با این روند می‌توانید بازی را ادامه دهید و بر روی موبایل متأسفانه باید بازی را توقف دهید و به قسمت تنظیمات (به انگلیسی: Settings) بروید، سپس به قسمت تنظیمات ویدیو (به انگلیسی: Video Settings) مراجع فرمایید و بعد به قسمت چشم‌انداز دوربین (به انگلیسی: Camera Perspective) و آنجا می‌توانید از اول شخص (به انگلیسی: First Person) به سوم شخص (به انگلیسی: Third Person) تغییر دهید و هر وقت هم که نیاز داشتید برگردید هم آن کار را برعکس انجام می‌دهید و بازی را ادامه دهید.

#### چند نفره
شما می‌توانید باعث به‌دست آمدن منطقهٔ جغرافیایی در سیستم بازی می‌شود، که به صورت دستی یا خودکار توسط بازیکن نیز تعیین می‌شود. موقعیت هر نقشه خاص است و تمام دنیا بر اساس آن کد ساخته می‌شود.
دنیای بازی در حالت عمودی محدودیت ساخت و ساز دارد که ۳۱۹ بلاک است (با ۶۴ بلاک در ارتقاعات منفی) البته در نسخه‌های متفاوت این اندازه فرق می‌کند.
دنیای بازی به‌صورت کامل بارگذاری نمی‌شود و به‌صورت محدوده‌های ۱۶ در ۱۶ بلاک که «چانک» نامیده می‌شوند در اطراف بازیکن بارگذاری می‌شود و بقیه چانک‌هایی که بازیکن در آن حضور ندارد، ذخیره نمی‌شوند. مقدار چانک‌هایی که بارگذاری می‌شوند را خود بازیکن تنظیم می‌کند.

### اقلیم‌های بازی
دنیای بازی به اقلیم‌های مختلفی تقسیم‌بندی شده است که از جنگل و صحرا گرفته تا مناطق برفی است؛ همچنین زمین بازی شامل جلگه، کوه، دشت، غار، دریا، رود، مواد مذاب و دره می‌شود. دنیای ماینکرفت شامل ۶۷ اقلیم در کل می‌باشد. چرخه کامل روز و شب در بازی ۱۲ دقیقه طول می‌کشد؛ اما بازیکن می‌تواند چرخه روز و شب را غیرفعال کند.
| نام اقلیم                    | دنیا                  |
| ---------------------------- | --------------------- |
| بدبوم                        | دنیای اصلی(overworld) |
| جنگل بامبو                   | دنیای اصلی(overworld) |
| ساحل                         | دنیای اصلی(overworld) |
| جنگل درخت توس                | دنیای اصلی(overworld) |
| اقیانوس سرد                  | دنیای اصلی(overworld) |
| جنگل تاریک                   | دنیای اصلی(overworld) |
| اقیانوس عمیق سرد             | دنیای اصلی(overworld) |
| تاریکی عمیق                  | دنیای اصلی(overworld) |
| اقیانوس عمیق یخی             | دنیای اصلی(overworld) |
| اقیانوس عمیق ولرم            | دنیای اصلی(overworld) |
| اقیانوس عمیق                 | دنیای اصلی(overworld) |
| بیابان                       | دنیای اصلی(overworld) |
| غارهای قندیلی                | دنیای اصلی(overworld) |
| بدبوم فرسوده شده             | دنیای اصلی(overworld) |
| گلزار                        | دنیای اصلی(overworld) |
| بیشه‌زار                      | دنیای اصلی(overworld) |
| اقیانوس یخ‌زده                | دنیای اصلی(overworld) |
| قله یخ‌زده                    | دنیای اصلی(overworld) |
| رودخانه یخ‌زده                | دنیای اصلی(overworld) |
| بیشه                         | دنیای اصلی(overworld) |
| خوشه‌های یخ                   | دنیای اصلی(overworld) |
| قله دندانه‌دار                | دنیای اصلی(overworld) |
| جنگل                         | دنیای اصلی(overworld) |
| اقیانوس ولرم                 | دنیای اصلی(overworld) |
| غار سرسبز                    | دنیای اصلی(overworld) |
| باتلاق درخت حرا              | دنیای اصلی(overworld) |
| چمنزار                       | دنیای اصلی(overworld) |
| رشته‌های قارچ                 | دنیای اصلی(overworld) |
| اقیانوس                      | دنیای اصلی(overworld) |
| جنگل درخت توس قدیمی          | دنیای اصلی(overworld) |
| جنگل تایگای درخت کاج قدیمی   | دنیای اصلی(overworld) |
| جنگل تایگای درخت صنوبر قدیمی | دنیای اصلی(overworld) |
| دشت                          | دنیای اصلی(overworld) |
| رودخانه                      | دنیای اصلی(overworld) |
| ساوانا                       | دنیای اصلی(overworld) |
| فلات ساوانا                  | دنیای اصلی(overworld) |
| ساحل برفی                    | دنیای اصلی(overworld) |
| دشت برفی                     | دنیای اصلی(overworld) |
| دامنه‌های برفی                | دنیای اصلی(overworld) |
| تایگای برفی                  | دنیای اصلی(overworld) |
| جنگل پراکنده                 | دنیای اصلی(overworld) |
| قله سنگی                     | دنیای اصلی(overworld) |
| ساحل سنگی                    | دنیای اصلی(overworld) |
| دشت گل آفتاب‌گردان            | دنیای اصلی(overworld) |
| باتلاق                       | دنیای اصلی(overworld) |
| تایگا                        | دنیای اصلی(overworld) |
| اقیانوس گرم                  | دنیای اصلی(overworld) |
| جنگل بادزده                  | دنیای اصلی(overworld) |
| تپه‌های شنی بادزده            | دنیای اصلی(overworld) |
| تپه‌های بادزده                | دنیای اصلی(overworld) |
| ساوانای بادزده               | دنیای اصلی(overworld) |
| بدبوم جنگلی بادزده           | دنیای اصلی(overworld) |
| دلتاهای بازالت               | زیر زمین(nether)      |
| جنگل قرمز                    | زیر زمین(nether)      |
| زمین‌های جهنم                 | زیر زمین(nether)      |
| دره شن روح                   | زیر زمین(nether)      |
| جنگل وارپ                    | زیر زمین(nether)      |
| زمین آخرالزمان               | آخرالزمان(end)        |
| ارتفاعات آخرالزمان           | آخرالزمان(end)        |
| زمین‌های میانه آخرالزمان      | آخرالزمان(end)        |
| جزیره‌های کوچک آخرالزمان      | آخرالزمان(end)        |
| جزیره آخرالزمان              | آخرالزمان(end)        |
| جزیره زندگی زارع آخرالزمان   | آخرالزمان(end)        |

### موجودات بازی
بازیکنان در طول بازی با موجودات گوناگونی مواجه می‌شوند که به آنان ماب (به انگلیسی:mob) می‌گویند. ماب‌ها همه قوانین خاص خود را دارند و دسته‌بندی آنها به‌صورت زیر است:

#### ماب‌های منفی
این ماب‌ها در حالت بقا به شما حمله می‌کنند و قصد کشتن شما را دارند. مانند: زامبی، کریپر، جادوگر، اسکلت، عنکبوت، غارت‌گر (pillager) و…

#### ماب‌های مثبت
این ماب‌ها با شما کاری ندارند حتی اگر شما به آنها آسیب برسانید. این ماب‌ها حتی می‌توانند به شما کمک کنند؛ مثلاً به شما اجناس بفروشند یا از آنها به عنوان غذا استفاده کنید. مانند: گوسفند، گاو، خوک، مرغ، افراد روستایی و…

#### ماب‌های متغیر
این ماب‌ها در حالت عادی رفتار خاص خود را دارند اما با توجه به رفتار شما، آنها می‌توانند به ماب‌های مثبت یا منفی تبدیل شوند. در صورتی که به آنها حمله کنید، آنها نیز به شما حمله خواهند کرد. مانند: گرگ، پیگمن، پیگلین و آیرون‌گالم و ….

#### هیولاها
بازی شامل چهار موجود به صورت غول آخر است: اندر دراگون، ویدر، نگهبان(warden) و نگهبان آخرالزمانی. هیولای اول اندر دراگون است که کشتن او هدف اصلی بازی است. اندر دراگون یک اژدهای سیاه رنگ در جهانی دیگر در کنار تعداد زیادی اندرمن (ماب‌هایی بلند قد با قابلیت تلپورت) می‌باشد. هیولای دوم بازی ویدر است که به دست بازیکن ساخته می‌شود. این موجود سه سر پس از ظاهر شدن انفجاری بزرگ ایجاد و به همه ماب‌ها حمله می‌کند. برای هیولای سوم اختلافات نظراتی بین واردن و نگهبان آخرالزمانی وجود دارد. البته بیشتر افراد واردن را به عنوان هیولا می‌شناسند؛ چون حمله از سیستم نوار باس(به انگلیسی: BossBar) استفاده می‌کند. واردن توان کندن زمین و پنهان شدن در بلوک‌های مختلف را دارد و مانند ویدر به همه ماب‌ها حمله‌ور می‌شود. این موجود اغلب در غارهای زیرزمینی یافت می‌شود. نگهبان آخرالزمانی در بنای یادبود اقیانوس وجود دارند و به شما جادوی «ماینینگ فتینگ» را می‌دهد.
همه موجوداتی که بازیکن آنها را نمی‌سازد و به‌صورت خودکار به وجود می‌آیند، هرکدام شرایط خاص خود را برای به‌وجود آمدن و ظاهر شدن دارند (مانند زمان، نور، اقلیم و…) و در شرایط خاص هم ناپدید می‌شوند (به اصطلاح دی‌اسپان (به انگلیسی: Despawn) می‌شوند).

#### Mob Vote
Mob Vote رویدادی برای افزودن موجودات جدید به ماینکرفت است و در هر Minecraft Live انجام می‌گیرد. هر کس می‌تواند به یکی از سه ماب که قبل از رای‌گیری رونمایی شدند، رای بدهد. مآبی که بیشترین رای را داشته باشد، در آپدیت بعدی به بازی اضافه می‌شود. البته در سال ۲۰۱۸، یک رای‌گیری برای اقلیم انجام شد. در اپدیت ۱.۲۲ دیگر ماب ووتی انجام نشد

### فهرست کامل ماب‌ها
| آدم‌برفی                        | مثبت      | هرجایی به غیر از جهنم | گلوله برف                                                           |
| اژدهای آخرالزمان (اندر دراگون) | منفی      | آخرالزمان             | تخم اژدها                                                           |
| اسب اسکلتی                     | مثبت      | دنیای اصلی            | ـ                                                                   |
| اسب                            | مثبت      | دنیای اصلی            | چرم                                                                 |
| استری                          | منفی      | دنیای اصلی            | کمان تیر کند کننده استخوان                                          |
| اسکلت پژمرده (ویدر اسکلتون)    | منفی      | جهنم                  | جمجمه ویدر زغال استخوان شمشیر سنگی                                  |
| اسکلت                          | منفی      | دنیای اصلی جهنم       | کمان تیر استخوان                                                    |
| اسلایم                         | منفی      | دنیای اصلی            | توپ اسلایم                                                          |
| اسنیفر                         | مثبت      | دنیای اصلی            | ـ                                                                   |
| سمندر مکزیکی. (اکسلاتل)        | مثبت      | دنیای اصلی            | ـ                                                                   |
| الاغ                           | مثبت      | دنیای اصلی            | چرم                                                                 |
| اندرمایت                       | منفی      | هرجایی                | ـ                                                                   |
| اندرمن                         | متغیر     | هرجایی                | چشم آخرالزمانی                                                      |
| بچه قورباغه                    | مثبت      | دنیای اصلی            | ـ                                                                   |
| پلنگ                           | متغیر     | دنیای اصلی            | ـ                                                                   |
| پاندا                          | متغیر     | دنیای اصلی            | بامبو                                                               |
| پلنگ                           | مثبت      | دنیای اصلی            | ـ                                                                   |
| پیگلین زامبی شده               | متغیر     | جهنم                  | شمش طلا تیکه طلا شمشیر طلا گوشت زامبی                               |
| پیگلین وحشی                    | منفی      | جهنم                  | تبر طلا                                                             |
| پیگلین                         | متغیر     | جهنم                  | شمشیر طلا کمان پولادی                                               |
| جادوگر (ویچ)                   | منفی      | دنیای اصلی            | تیکه چوب بطری شیشهای پودر سنگ براق گرد رداستون چشم عنکبوت باروت شکر |
| خرس قطبی                       | متغیر     | دنیای اصلی            | روغن‌ماهی ماهی سالمون                                                |
| خرگوش                          | مثبت      | دنیای اصلی            | پای خرگوش پوست خرگوش گوشت خرگوش                                     |
| خفاش                           | مثبت      | دنیای اصلی            | ـ                                                                   |
| خفاش                           | مثبت      | دنیای اصلی            | گوشت خوک خام                                                        |
| دلفین                          | مثبت      | دنیای اصلی            | روغن‌ماهی                                                            |
| بریز                           | منفی      | اتاق‌های آزمایشی       | بریز رود (تکه چوب بریزی)                                            |
| روباه                          | مثبت      | دنیای اصلی            | ـ                                                                   |
| روستایی (ویلیجر)               | مثبت      | دنیای اصلی            | ـ                                                                   |
| روغن‌ماهی                       | مثبت      | دنیای اصلی            | روغن‌ماهی                                                            |
| زامبی روستایی                  | منفی      | دنیای اصلی            | گوشت زامبی                                                          |
| زامبی                          | منفی      | دنیای اصلی            | شمش آهن هویج سیب زمینی                                              |
| زنبور                          | متغیر     | دنیای اصلی            | ـ                                                                   |
| زوگلین                         | منفی      | دنیای اصلی            | گوشت زامبی                                                          |
| شالکر                          | منفی      | فرجام                 | جعبه شالکر                                                          |
| شبح                            | منفی      | دنیای اصلی            | پوست شبح                                                            |
| شتر                            | مثبت      | دنیای اصلی            | ـ                                                                   |
| بلیز                           | منفی      | جهنم                  | بلیز راد                                                            |
| طوطی                           | مثبت      | دنیای اصلی            | پر                                                                  |
| عنکبوت غاری                    | منفی      | دنیای اصلی            | چشم عنکبوت تار                                                      |
| عنکبوت                         | متغیر     | دنیای اصلی            | چشم عنکبوت تار                                                      |
| غارتگر                         | منفی      | دنیای اصلی            | کمان پولادی بنر ایلیجر تیر زمرد کتاب افسون شده ابزار آهنی زره آهنی  |
| غرق شده (دراون)                | منفی      | دنیای اصلی            | گوشت زامبی شمش مس زره آهنی صدف قلاب چنگک سه‌گانه                     |
| آیرون گولم                     | متغیر     | دنیای اصلی            | گل خشخاش شمش آهن                                                    |
| فراخواننده (ایویکر)            | منفی      | دنیای اصلی            | توتم                                                                |
| قاطر                           | مثبت      | دنیای اصلی            | چرم                                                                 |
| گاو                            | مثبت      | دنیای اصلی            | چرم گوشت گاو خام                                                    |
| قدم‌زن                          | مثبت      | جهنم                  | نخ                                                                  |
| قورباغه                        | مثبت      | دنیای اصلی            | ـ                                                                   |
| کریپر                          | خیلی منفی | دنیای اصلی            | باروت                                                               |
| کینه‌ورز (پیلیجر)               | منفی      | دنیای اصلی            | زمرد بنر ایلیجر کتاب افسون شده ابزار آهنی زره آهنی                  |
| گربه                           | مثبت      | دنیای اصلی            | نخ                                                                  |
| گرگ                            | متغیر     | دنیای اصلی            | ـ                                                                   |
| گست                            | منفی      | جهنم                  | اشک گست باروت                                                       |
| گوسفند                         | مثبت      | دنیای اصلی            | پشم گوشت گوسفند خام                                                 |
| لاکپشت                         | مثبت      | دنیای اصلی            | چمن دریایی                                                          |
| لاما                           | متغیر     | دنیای اصلی            | چرم                                                                 |
| لامای معامله‌گر                 | متغیر     | دنیای اصلی            | چرم طناب                                                            |
| ماهی استوایی                   | مثبت      | دنیای اصلی            | ماهی استوایی                                                        |
| ماهی بادکنکی                   | متغیر     | دنیای اصلی            | ماهی بادکنکی                                                        |
| ماهی سالمون                    | مثبت      | دنیای اصلی            | ماهی سالمون                                                         |
| ماهی مرکب نورانی               | مثبت      | دنیای اصلی            | جوهر براق                                                           |
| ماهی مرکب                      | مثبت      | دنیای اصلی            | جوهر                                                                |
| ماهی نقره‌ای                    | منفی      | دنیای اصلی            | ـ                                                                   |
| محافظ ارشد (الدر گاردین)       | منفی      | دنیای اصلی            | خرده پریزمارین ماهی کریستال پریزمارین اسفنج خیس                     |
| محافظ (گاردین)                 | منفی      | دنیای اصلی            | روغن‌ماهی کریستال پریزمارین                                          |
| مرغ                            | مثبت      | دنیای اصلی            | گوشت مرغ خام پر                                                     |
| معامله‌گر سرگردان               | مثبت      | دنیای اصلی            | ـ                                                                   |
| مکعب ماگما                     | منفی      | جهنم                  | توپ ماگما                                                           |
| (ravager) نابودگر              | منفی      | دنیای اصلی            | زین                                                                 |
| واردن                          | منفی      | دنیای اصلی            | اسکالک کاتالیزور                                                    |
| هاسک                           | منفی      | دنیای اصلی            | گوشت زامبی                                                          |
| همیار                          | مثبت      | دنیای اصلی            | ـ                                                                   |
| هاگلین                         | منفی      | جهنم                  | گوشت خوک خام                                                        |
| وکس                            | منفی      | دنیای اصلی            | شمشیر آهنی                                                          |
| ویدر                           | منفی      | هرجایی                | ستاره جهنم                                                          |

### دنیاها
ماینکرفت دارای سه دنیای موازی است: دنیای اصلی(overworld)، جهنم(nether) و آخرالزمان(end). هر کدام از جهان‌های موازی ماینکرفت فضای خاص خود را دارند.
هر چند با بازگشت به دنیای اصلی که بعد از کشتن اژدها یا مرگ بازیکن میسر می‌شود بازی همواره نامحدود باقی می‌ماند.

#### روش به وجود امدن بعضی از ماب ها
جادوگر = برخورد رعد و برق به روستایی
استیلیجر = حاصل جفت گیری استیو ( بازیکن ) با یک ویلیجر 
سوپر کریپر = برخورد رعد و برق به کریپر
اسب اسکلتی = برخورد رعد و برق به اسکلت کماندار

## توسعه و انتشار
| ۲۰۰۹ | پیش کلاسیک                               |
| ۲۰۰۹ | کلاسیک                                   |
| ۲۰۰۹ | Indev                                    |
| ۲۰۱۰ | Indev                                    |
| ۲۰۱۰ | Infdev                                   |
| ۲۰۱۰ | آلفا                                     |
| ۲۰۱۰ | بتا                                      |
| ۲۰۱۱ | بتا                                      |
| ۲۰۱۱ | ۱٫۰: "به روز رسانی ماجراجویی"            |
| ۲۰۱۲ | ۱٫۱                                      |
| ۲۰۱۲ | ۱٫۲                                      |
| ۲۰۱۲ | ۱٫۳                                      |
| ۲۰۱۲ | ۱٫۴: "به روز رسانی بسیار ترسناک"         |
| ۲۰۱۳ | ۱٫۵: "به روز رسانی رد استون (سنگ قرمز)"  |
| ۲۰۱۳ | ۱٫۶: "به روز رسانی اسب"                  |
| ۲۰۱۳ | ۱٫۷: "به روز رسانی که جهان را تغییر داد" |
| ۲۰۱۴ | ۱٫۸: "به روز رسانی فراوان"               |
| ۲۰۱۵ |                                          |
| ۲۰۱۶ | ۱٫۹: "به روز رسانی جنگی"                 |
| ۲۰۱۶ | ۱٫۱۰: "به روز رسانی یخی"                 |
| ۲۰۱۶ | ۱٫۱۱: "به روز رسانی اکتشافی"             |
| ۲۰۱۷ | ۱٫۱۲: "به روز رسانی دنیای رنگی"          |
| ۲۰۱۸ | ۱٫۱۳: "به روز رسانی اقیانوسی"            |
| ۲۰۱۹ | ۱٫۱۴: "روستا و غارت"                     |
| ۲۰۱۹ | ۱٫۱۵: "به روز رسانی زنبوری"              |
| ۲۰۲۰ | ۱٫۱۶: "به روز رسانی ندر (جهنم)"          |
| ۲۰۲۱ | ۱٫۱۷: "غار ها و صخره ها : قسمت اول"      |
| ۲۰۲۱ | ۱٫۱۸: "غار ها و صخره ها : قسمت دوم"      |
| ۲۰۲۲ | ۱٫۱۹: "به روز رسانی وحشی"                |
| ۲۰۲۳ | ۱٫۲۰: "به روز رسانی مسیرها و قصه‌ها"      |

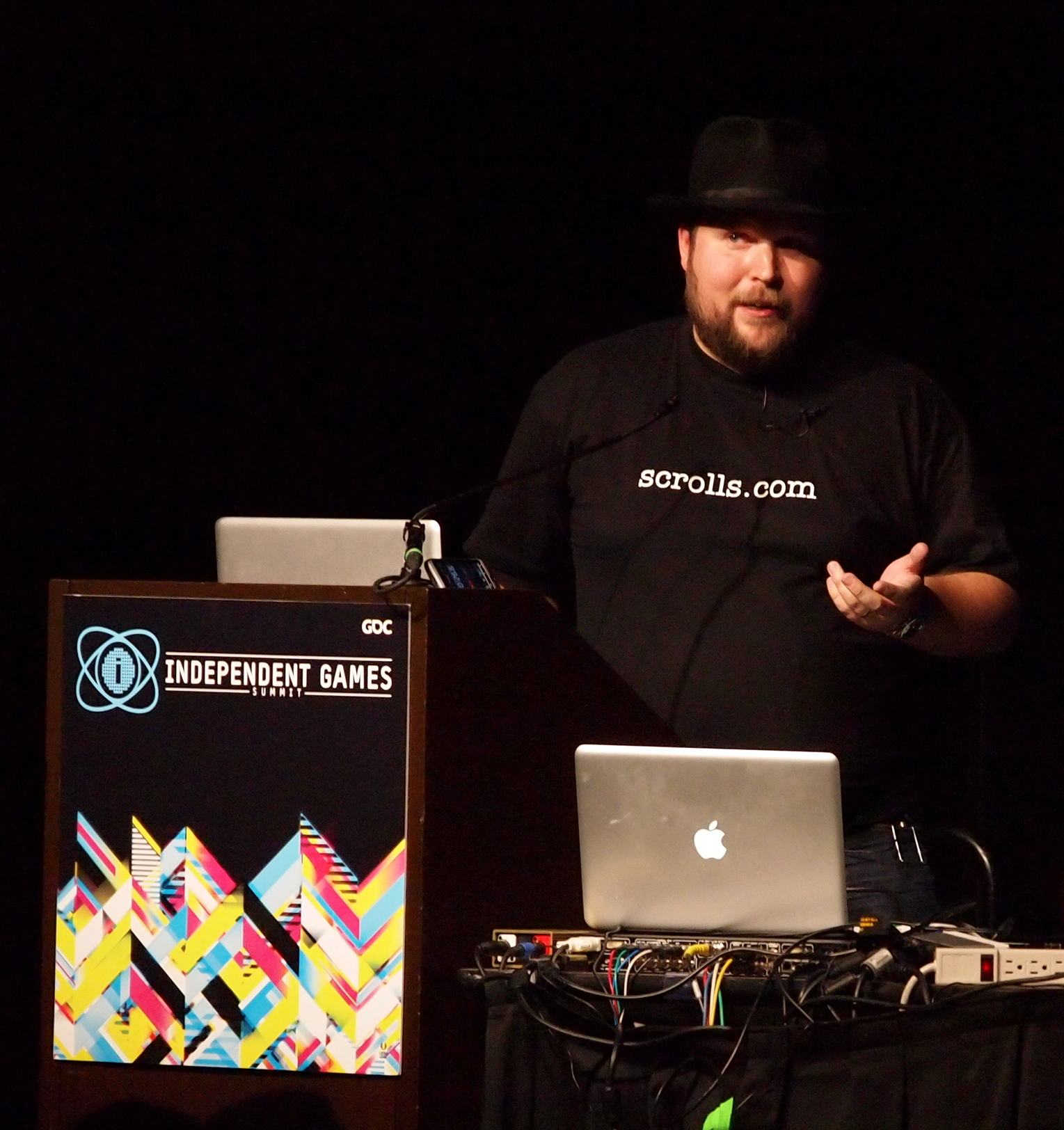
خالق ماینکرفت مارکوس پرسون (ناچ) در کنفرانس توسعه‌دهندگان بازی

۲۰۲۴=۱٬۲۱"آزمایشات روی حیله و تزویر"

## نسخه‌ها

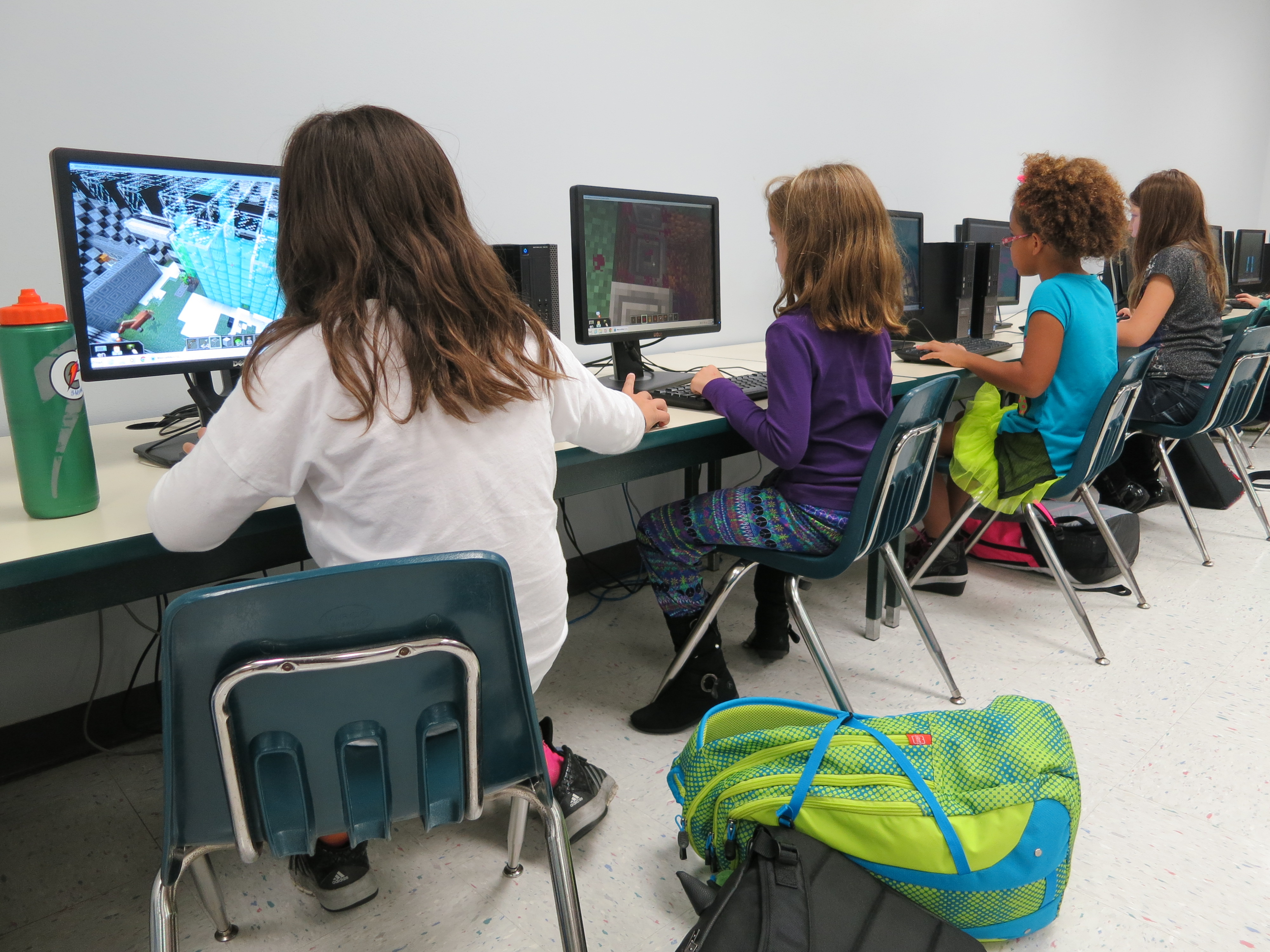
بازی کردن ماینکرفت در مدرسه

### ماینکرفت: جاوا ادیشن
این نسخه، نسخه اول و کلاسیک بازی است که بر روی سیستم عامل‌های ویندوز، مک اواس و لینوکس ارائه شده است. این نسخه به زبان برنامه‌نویسی جاوا کدنویسی شده است.

### ماینکرفت: بدراک ادیشن
این نسخه دیگر به عنوان نسخهٔ اصلی بازی به‌شمار رفته و نام آن به شکل رسمی به ماینکرفت تبدیل شده اما طرفداران هنوز برای اشاره کردن به آن از عبارت ماینکرفت: بدراک ادیشن استفاده می‌کنند. تاریخ انتشار آن در ۱۶ اوت ۲۰۱۱ تنها برای اکسپریا پلی بر روی اندروید مارکت (گوگل پلی کنونی) به عنوان نسخه آلفا قرار گرفت. سپس در تاریخ ۸ اکتبر ۲۰۱۱ برای تمامی دستگاه‌های اندرویدی منتشر شد. نسخه آی‌اواس بازی نیز در تاریخ ۱۷ نوامبر ۲۰۱۱ منتشر شد. این نسخهٔ بازی ماینکرفت با نسخهٔ جاوا تفاوت‌هایی دارد. نسخه بدراک ادیشن ماینکرفت با زبان برنامه‌نویسی سی++ نوشته شده است؛ علت این موضوع هم عدم پشتیبانی سیستم عامل آی‌اواس از جاوا است؛ همچنین معماری سازه‌ها در نسخهٔ جاوا و بدراک ادیشن با یکدیگر فرق دارد. قابلیت ری تریسینگ (تکنولوژی خارق‌العاده گرافیکی) نیز فقط بر روی ویندوز۱۰ برای این نسخه از ماینکرفت تعبیه شده است.
نسخهٔ بدراک ادیشن هم‌اکنون برای پلتفرم‌های اندروید، ویندوز۱۰، آی‌اواس، آی‌پداواس، پلی‌استیشن ۵، اکس‌باکس سری اکس و سری اس، پلی‌استیشن ۴، اکس‌باکس وان، نینتندو سوئیچ، نینتندو ۳ دی اس نو، آمازون‌فایر تبلت و آمازون‌فایر تی وی در دسترس است.
همچنین برای گیر وی‌آر، اپل تی‌وی، ویندوز فون، ویندوز۱۰ موبایل، آمازون‌فایر فون و فروشگاه سامسونگ گلکسی در دسترس بود اما متوقف شده و دیگر بروزرسانی منتشر نمی‌کنند.
بازیکنان می‌توانند در تمامی این پلتفرم‌ها ماینکرفت: بدراک ادیشن را تجربه کرده و به‌صورت آنلاین با یکدیگر بازی کنند.

### ماینکرفت: پاکت ادیشن
این نسخه یکی از نسخه‌های بدراک ادیشن بازی است با این تفاوت که به دلیل محدودیت‌های سخت‌افزاری بعضی تلفن‌های همراه نسبت به رایانه‌های شخصی به ورژن قدیمی تری بازگرداننده شده.
نسخه پاکت ادیشن رسماً در تاریخ ۱۱ فوریه ۲۰۱۳ منتشر شد.

### ماینکرافت ارث
ماینکرفت اِرث یک بازی سندباکس واقعیت افزوده بود که توسط موجانگ استودیو ساخته و توسط اکس‌باکس گیم استودیو منتشر شد. بازی‌های رایگان برای اولین بار در اکتبر سال ۲۰۱۹ با دسترسی اولیه منتشر شد و این بازی برای اندروید، آی‌اواس و آی‌پداواس در دسترس بود. این نسخه از ماینکرفت در ۲۰ ژوئن سال ۲۰۲۱ از دسترسی خارج شد.